# Céramique de Beauce
Céramique de Beauce est une entreprise québécoise active dans la production céramique de 1940 à 1989. Durant cette période, elle produit des millions de pièces qui sont vendues au Québec, en Ontario, aux États-Unis et en Europe,.

## Historique
La découverte d'un gisement d'argile rouge dans la rivière Calway est à l'origine du développement de la production céramique dans la région. Le Syndicat des céramistes paysans est fondé en 1940 avec l'aide du ministère de l'Agriculture. La même année, l'École de céramique ouvre dans le sous-sol du collège Sacré-Cœur de Beauceville. Une des visées de l'organisation, à l'époque, est de contrer l'exode rural en offrant un revenu d’appoint aux agriculteurs de la région.
En 1943, la production s'installe dans une ancienne usine de chaussures à Saint-Joseph-de-Beauce. La Deuxième guerre mondiale profite à l'entreprise puisque les importations d'Europe et d'Asie étaient bloquées, sans compter que la plupart des travailleurs de l’entreprise sont exemptés du service militaire à cause de leur occupation principale d'agriculteurs.
En 1948, l'entreprise abandonne l'argile rouge de la rivière Calway, car elle ne résiste pas bien à la cuisson. À partir de ce moment, la production est faite à partir d'une argile blanche importée des États-Unis. Aujourd'hui, les pièces en argile rouge sont très recherchées par les collectionneurs.
À partir de 1956, l'entreprise utilise la marque de commerce « Beauceware » pour exporter sur le marché ontarien, principalement anglophone,. Pour répondre à la demande grandissante, l'usine est agrandie en 1959, 1962 et 1965. L'École de céramique de Beauce ferme ses portes en 1964. La compagnie adopte la raison sociale « Céramique de Beauce, association coopérative » en 1965, et exporte ses pièces partout en Amérique du Nord et en Europe,. Sous chacune des pièces sont gravées les initiales «cb» pour Céramique de Beauce.
En 1972, Céramique de Beauce rationalise sa production passant d'une offre de 1500 à 1000 modèles. Le 19 janvier 1974, un incendie détruit complètement l'usine de Céramique de Beauce. Pour relancer l'entreprise, la coopérative se constitue en société. En 1985, l'entreprise est vendue à une société montréalaise. Ne pouvant faire face à la compétition asiatique grandissante, Céramique de Beauce ferme ses portes en 1989.

## Céramistes collaborateurs
À partir de 1963, Jacques Garnier devient collaborateur de Céramique de Beauce qui produit industriellement ses modèles. Il devient directeur artistique en 1964. Jean Cartier est le designer principal de Céramique de Beauce de 1970 à 1974. En 1975, Georges Gauthier se joint à l'entreprise comme designer et y reste jusqu'en 1981.
Au fil des années, Céramique de Beauce a collaboré avec quelques céramistes invités afin de développer de nouveaux ensembles. Les collaborateurs comptent, entre autres, Jacques Marcas, Philippe Lambert et Doug Funk, ainsi que Denise Goyer et Alain Bonneau, célèbre duo de céramistes connu sous le nom de Goyer-Bonneau. Certaines pièces issues de ces collaborations, ainsi que nombreuses pièces de Céramique de Beauce, font maintenant partie des collections du Musée national des beaux-arts du Québec.

## Collections publiques et musées
- Musée de la civilisation[6]
- Musée Marius-Barbeau[4]
- Musée des métiers d'art du Québec
- Musée national des beaux-arts du Québec[7]